# Miquel Albiol i Tortajada
Miquel Albiol i Tortajada (Vilamarxant, 2 de setembre de 1981) és un exfutbolista valencià, que ocupava la posició de migcampista. És germà de Raül Albiol i Tortajada, futbolista internacional. Miquel Albiol també va ser internacional amb la selecció espanyola en les categories sub-17, sub-20 i sub-21.

## Trajectòria
Comença a destacar al Riba-roja CF, d'on passa al filial del València CF. A la campanya 02/03 hi debuta a primera divisió amb el conjunt xe, disputant un encontre. Eixa mateixa temporada és cedit al Reial Múrcia CF, amb qui juga 19 partits a la Segona Divisió, aconseguint l'ascens.
No té continuïtat al conjunt valencianista, i el 2003 fitxa pel Recreativo de Huelva, sent titular. L'any següent fitxa pel Rayo Vallecano. Els madrilenys acabaven de descendir a Segona Divisió B, i no van recuperar la categoria d'argent fins al 2008. En eixe temps, el valencià va ser una de les peces clau del Rayo. De nou a Segona, la temporada 08/09, el de Vilamarxant suma 39 partits i marca un gol.
L'estiu del 2009 retorna al Reial Múrcia CF, ara com a transferit.